# Forelius
Forelius este un gen neotropical de furnică din subfamilia Dolichoderinae. Genul este cunoscut din sudul Statele Unite până la Argentina.

## Specii
- Forelius albiventris Forel, 1912
- Forelius andinus Kusnezov, 1957
- Forelius bahianus Cuezzo, 2000
- Forelius brasiliensis (Forel, 1908)
- Forelius breviscapus Forel, 1914
- Forelius chalybaeus Emery, 1906
- Forelius damiani Guerrero & Fernández, 2008
- Forelius grandis Forel, 1912
- Forelius keiferi Wheeler, 1934
- Forelius lilloi Cuezzo, 2000
- Forelius macrops Kusnezov, 1957
- Forelius maranhaoensis Cuezzo, 2000
- Forelius mccooki (McCook, 1880)
- Forelius nigriventris Forel, 1912
- Forelius pruinosus (Roger, 1863)
- Forelius pusillus Santschi, 1922
- Forelius rubriceps Gallardo, 1916
- Forelius rufus Gallardo, 1916